# Thermovenabulum
Thermovenabulum è un genere di batterio appartenente alla famiglia delle Thermoanaerobacteriaceae.